# EMD DDA40X
L'EMD DDA40X est une locomotive Diesel-électrique de type Do'Do' d'une puissance de 4860 kW (6600 ch) construite par General Motors EMD (La Grange, Illinois) pour l'Union Pacific Railroad. Surnommée Centennial ou Big Jack, elle dispose de deux moteurs Diesel V16 turbocompressés de 2430 kW (3300 ch) chacun ce qui en fait la locomotive Diesel la plus puissante au monde en unité simple, même si certaines locomotives récentes comme les AC6000CW, SD90MAC ou la China Railway DF8C approchent cette performance. La DDA40X est aussi la plus longue locomotive Diesel au monde en unité simple.

## Description
En 1969, l'Union Pacific a commencé à retirer ses locomotives turbine à gaz – électrique et avait besoin de locomotives plus efficaces. L'Union Pacific a commandé pour cela des EMD DD35 et des DD35A. Les DDA40X s'inscrivent dans cette lignée tout en en repoussant les limites. 47 locomotives de ce type ont été construites d'avril 1969 à septembre 1971. Le premier exemplaire a pu participer aux célébrations du centenaire du Transcontinental Railroad en tête du "Gold Spike Limited" qui arriva à Salt Lake City, Utah le 10 mai 1969. Les unités ont été numérotées de 6900 à 6946. La 6936 est encore en service.
Les DDA40X sont longues de 29,870 m (98 pieds). Leur châssis est réalisé par un sous-contractant, la John Mohr Company de Chicago, car leur longueur excédait les capacités des ateliers d'EMD. L'idée d'utiliser plusieurs moteurs primaires dans une locomotive unique n'est pas nouvelle. L'EMD E était déjà une locomotive bimoteur bien connue et Baldwin a produit (sans la vendre) une locomotive à 4 moteurs Diesel.
Le 'X' du nom signifiait Expérimental, ces locomotives servant à mettre au point une technologie pour les futurs produits d'EMD. Les systèmes de commande électronique modulaires des locomotives de ligne EMD Dash-2 ont d'abord été utilisés sur les DDA40X. La locomotive a été la première à pouvoir réaliser par elle-même un essai en charge en utilisant la seule résistance de son freinage régénératif.
À l'exception de la 6936, toutes les autres DDA40X ont été retirées du service entre 1984 et 1986 en raison de coûts d'exploitation croissants.

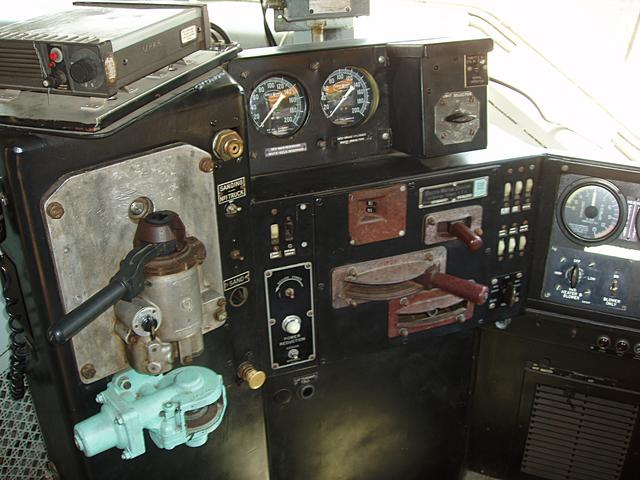
Le poste de conduite.

| Client de lancement | Quantité |
| ------------------- | -------- |
| Union Pacific       | 47       |

## Spécimens préservés
- 6900 - Kenefick Park, Omaha
- 6901 - Ross Park, Pocatello (Idaho)
- 6911 - Mexico Museum of Technology, Mexico
- 6913 - Museum of the American Railroad, Dallas
- 6915 - Southern California Chapter, Railway and Locomotive Historical Society, Fairplex, Pomona (Californie)
- 6916 - Utah State Railroad Museum, Ogden
- 6922 - Cody Park, North Platte (Nebraska)
- 6925 - stationnée à Chamberlain (Dakota du Sud), sur le Dakota Southern Railway
- 6930 - Illinois Railway Museum, Union. Utilisée seulement comme cabine de conduite, les moteurs n'étant pas opérationnels.
- 6936 - Toujours en service dans le cadre de l'Union Pacific Heritage Fleet,
- 6938 - North Little Rock (Arkansas), stationnée face à l'atelier de maintenance des locomotives Downing B. Jenks,
- 6944 - Museum of Transportation, Saint-Louis (Missouri)
- 6946 - Western Pacific Railroad Museum, Portola, California ; dernière DDA40X construite ; cette locomotive assez complète est en exposition statique.

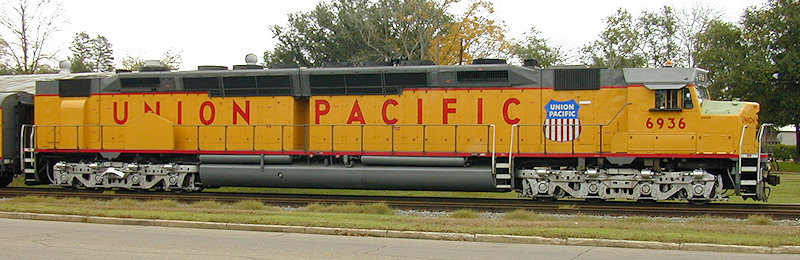
La 6936 est restée en service.